# OneTwo
OneTwo var en dansk popgruppe der eksisterede fra 1985 til 1994. Den bestod af sangerinderne Cæcilie Norby og Nina Forsberg, og musikeren Søren Bentzen og de nåede at udgive tre studiealbums. Efter opløsningen er der blevet udgivet to opsamlingsalbums.

## Historie
OneTwo blev dannet i 1985 Cæcilie Norby, Nina Forsberg og Søren Bentzen.
Gruppens selvbetitlede debutalbum udkom i maj 1986, og indeholdt bl.a. hits som "Billy Boy" og "Midt i en drøm". Albummet solgte 130.000 eksemplarer, hvilket gjorde det til det bedst sælgende debutalbum i 1980'erne. OneTwo blev oplagt identificeret som modstykke til Sneakers i medierne.
I 1989 udkom gruppens andet album, Hvide Løgne, der solgte 140.000 eksemplarer og indeholdt hittet "Den bedste tid".
OneTwo's tredje og sidste album Getting Better, denne gang med engelsksprogede tekster, udkom i 1993 og solgte 40.000 eksemplarer. Året efter blev gruppen opløst. I 1997 udkom opsamlingsalbummet 12 Hits Fra Den Bedste Tid, der indeholdt de bedst sange fra gruppens tre studiealbums. I 2005 udkom yderligere et opsamlingsalbum kaldet Greatest, der udover gruppens største sange også indeholdt en DVD med musikvideoer og optagelser fra liveoptrædener.

## Diskografi

### Studiealbum
- 1986 OneTwo
- 1989 Hvide Løgne
- 1993 Getting Better

### Opsamlingsalbum
- 1997 12 Hits Fra Den Bedste Tid
- 2005 Greatest